# 波列斯國家公園
51°16′N 23°05′E / 51.27°N 23.09°E

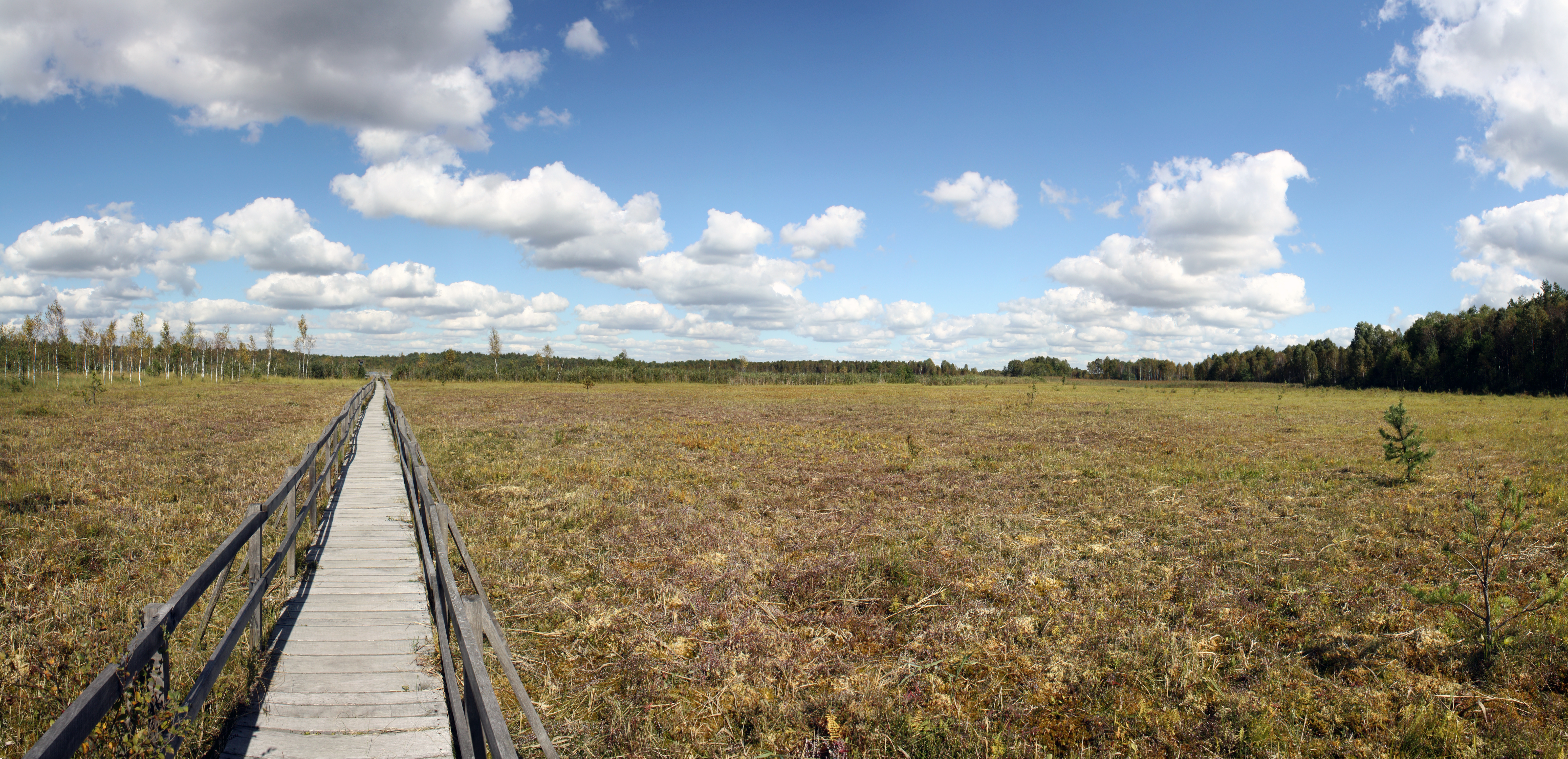

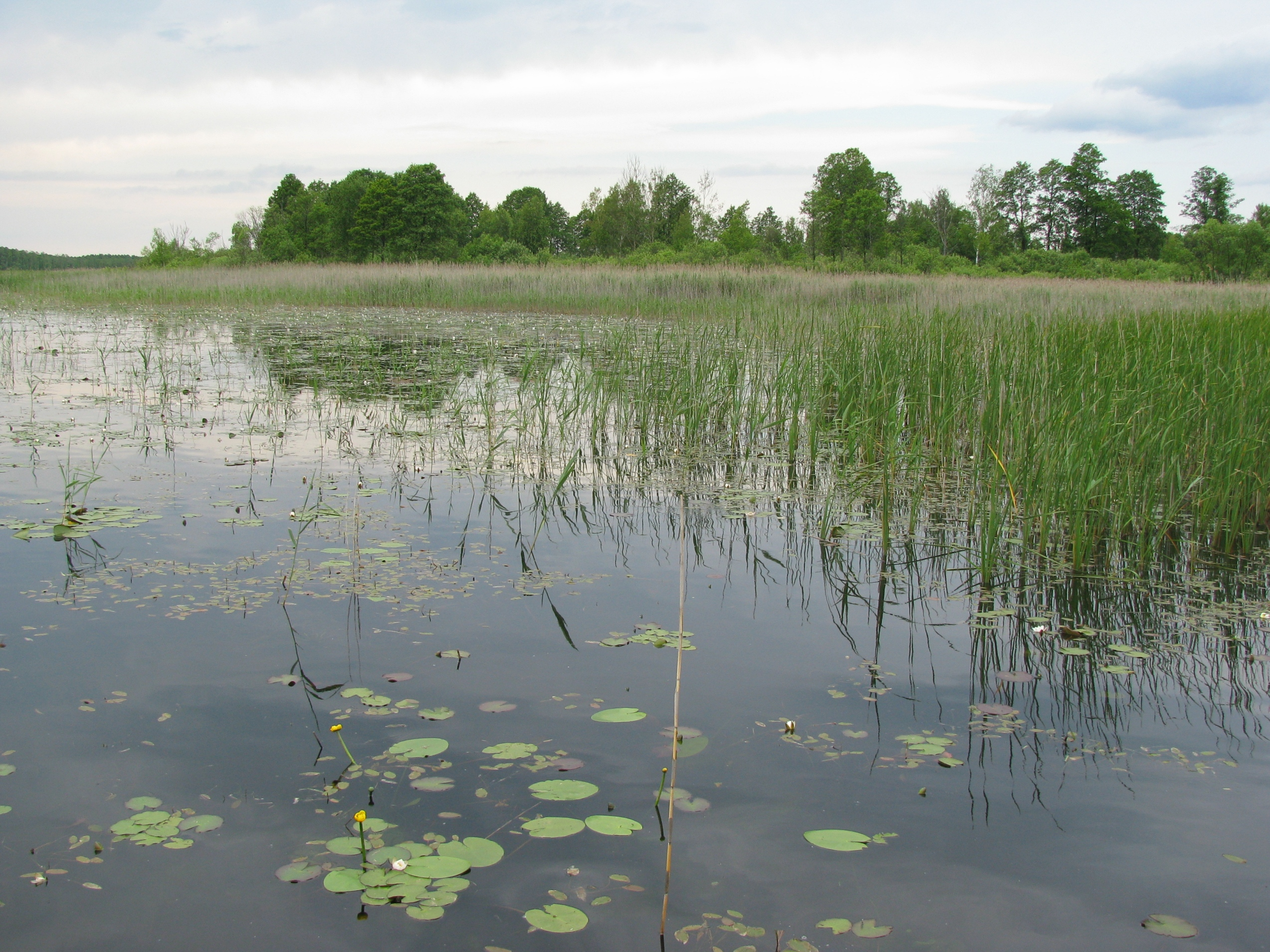

波列斯國家公園是波蘭的國家公園，位於該國東部，由盧布林省負責管轄，始建於1990年5月1日，面積98平方公里，是150種鳥類、35種哺乳類動物和21種魚類的棲息地。

## 外部連結
- Official website of the park （页面存档备份，存于）
- Information from a page about Polish national parks (in English)
- The Board of Polish National Parks